# Anne Keothavong
Anne Keothavong (Hackney, Londres, 16 de septiembre de 1983) en una tenista profesional del Reino Unido.
Keothavong se convirtió en profesional en 2001. Desde ese momento, ha conquistado 17 torneos de la ITF en categoría individual y 4 en categoría de dobles.